# Miguel Aceval
Miguel Ángel Aceval Muñoz, mais conhecido como Miguel Aceval (8 de janeiro de 1983), é um futebolista chileno que atuava como zagueiro. Atualmente joga pelo Deportes Temuco.

## Carreira
Oriundo das categorias de base do Colo-Colo, o zagueiro estreou na Primeira Divisão Chilena em 2001, contra o Unión San Felipe.

## Títulos
| Temporada         | Clube           | Título                            |
| ----------------- | --------------- | --------------------------------- |
| Clausura 2002     | Colo-Colo       | Primeira Divisião Chilena Campeão |
| Apertura 2006     | Colo-Colo       | Primeira Divisião Chilena Campeão |
| Clausura 2006     | Colo-Colo       | Primeira Divisião Chilena Campeão |
| Clausura 2007     | Colo-Colo       | Primeira Divisião Chilena Campeão |
| Clausura 2012     | Huachipato      | Primeira Divisião Chilena Campeão |
| Primera B 2015-16 | Deportes Temuco | Primeira B Chilena Campeão        |